# Tortuga mediterrània
La tortuga mediterrània o tortuga de terra (Testudo hermanni) és una espècie de tortuga de la família dels testudínids. Es tracta d'un rèptil herbívor i diürn que pot arribar a viure edats comparables a les dels éssers humans i que s'estén des dels Països Catalans a l'oest fins al marge sud del mar Negre a l'est. Juntament amb la tortuga marginada (T. marginata) és l'única tortuga terrestre de distribució íntegrament europea. La destrucció dels seus hàbitats i la seva popularitat com a animal de companyia ha provocat un declivi important de les poblacions salvatges i n'han fet indispensable la protecció per assegurar el futur de l'espècie a llarg termini.

## Distribució
La tortuga mediterrània és una espècie paleàrtica que habita únicament al sud d'Europa, a la zona mediterrània. Viu en climes mediterranis o submediterranis generalment a menys de 600 metres sobre el nivell del mar, normalment en brolles, màquies, garrigues, matollars o boscos oberts mediterranis com els alzinars, on pot assolellar-se i fer les postes. La regió en què viuen les tortugues mediterrànies s'estén des de Catalunya a Romania, incloent-hi les grans illes del mar Mediterrani. L'oriental té poblacions més abundants i contínues, sobretot als Balcans, Bulgària i Grècia. L'occidental té poblacions més escasses, aïllades i fragmentades, a Itàlia, França i Espanya. Als Països Catalans és present a Catalunya, a les Illes Balears i al País Valencià. A Catalunya es troba en perill d'extinció perquè només queda una població autòctona a la serra de l'Albera, per evitar la seva extinció a Catalunya fou reintroduïda recentment als parcs naturals del massís del Garraf, del delta de l'Ebre, de la serra de Llaberia i de la serra de Montsant. A les illes de Mallorca i Menorca hi ha les poblacions més abundants, a les illes Balears van ser introduïdes en temps històrics fa segles o mil·lennis. Fou reintroduïda recentment en alguns enclavaments determinats del País Valencià (als parcs naturals de la serra d'Irta i de l'Albufera de València). També n'hi ha poblacions importants a la zona de L'Alguer a Sardenya.
També té poblacions a França, Itàlia, Bòsnia i Hercegovina, Croàcia, Sèrbia, Montenegro, Albània, Macedònia del Nord, Bulgària, Romania i Grècia. Les poblacions orientals són més contínues, nombroses i abundants, i arriben més a l'interior i a més altitud, mentre que les poblacions occidentals són més escasses, fragmentades i aïllades, i es concentren a la costa i a menys altitud. Les poblacions que viuen a més altitud es troben a Sèrbia, on poden arribar als 1.200 metres sobre el nivell del mar.

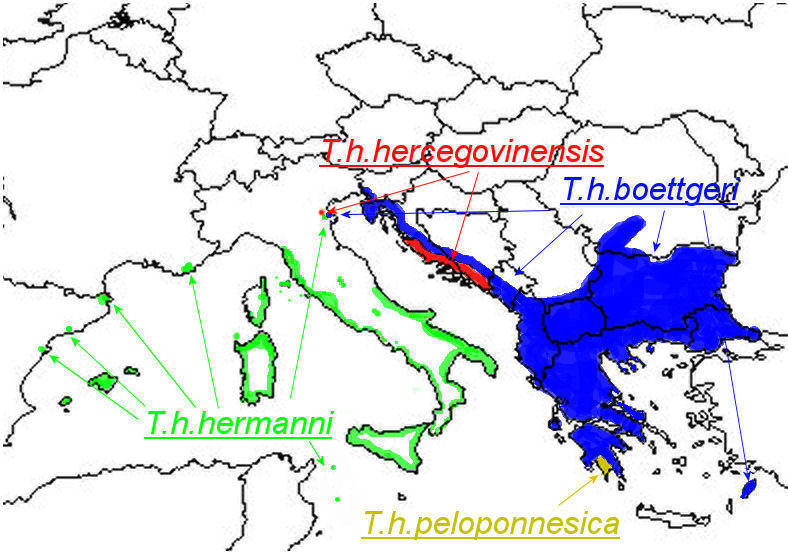
Distribució de Testudo hermanni.

## Taxonomia

### Etimologia
El nom específic hermanni és en honor del metge i naturalista francès Jean Hermann. L'holotip d'aquesta espècie pertany a la seva col·lecció. Es reconeixen dues subespècies de Testudo hermanni, l'occidental (Testudo hermanni hermanni) i l'oriental (Testudo hermanni boettgeri).

### T. hermanni hermanni

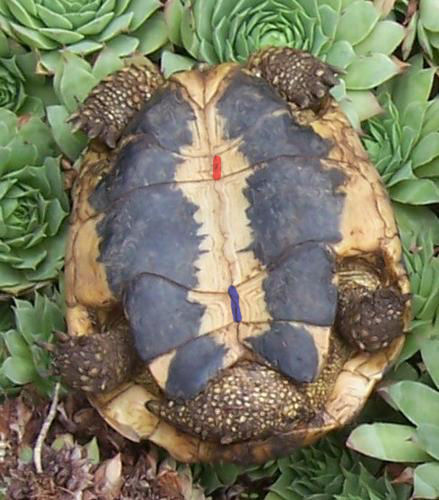
T. h. hermanni mascle

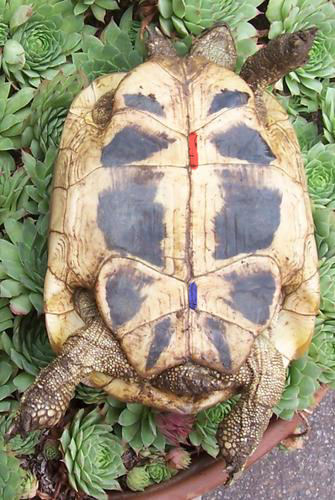
T. h. boettgeri femella

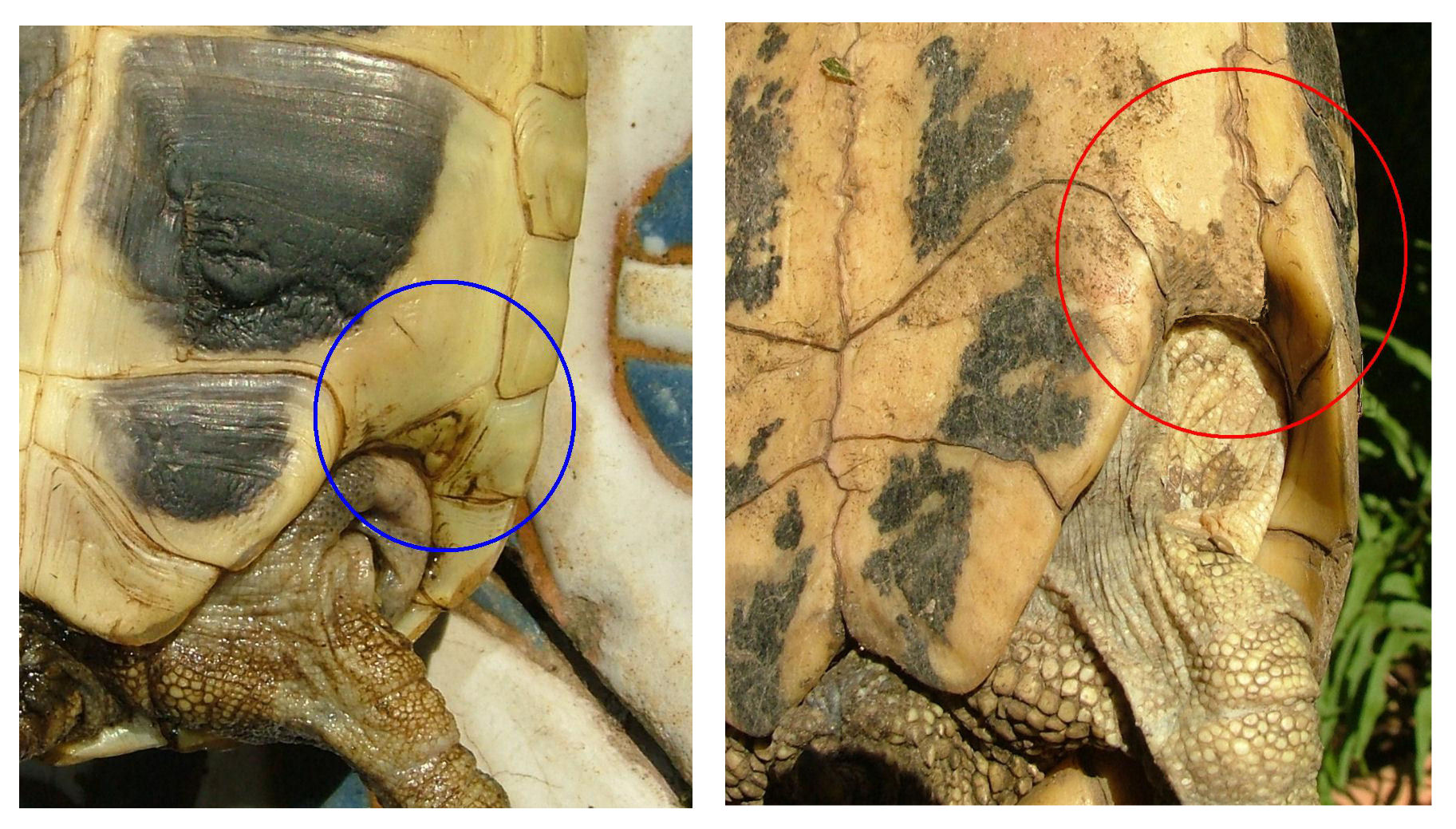
Detall angonal: T. h. boettgeri (esquerra) T. h. hercegovinensis (dreta)

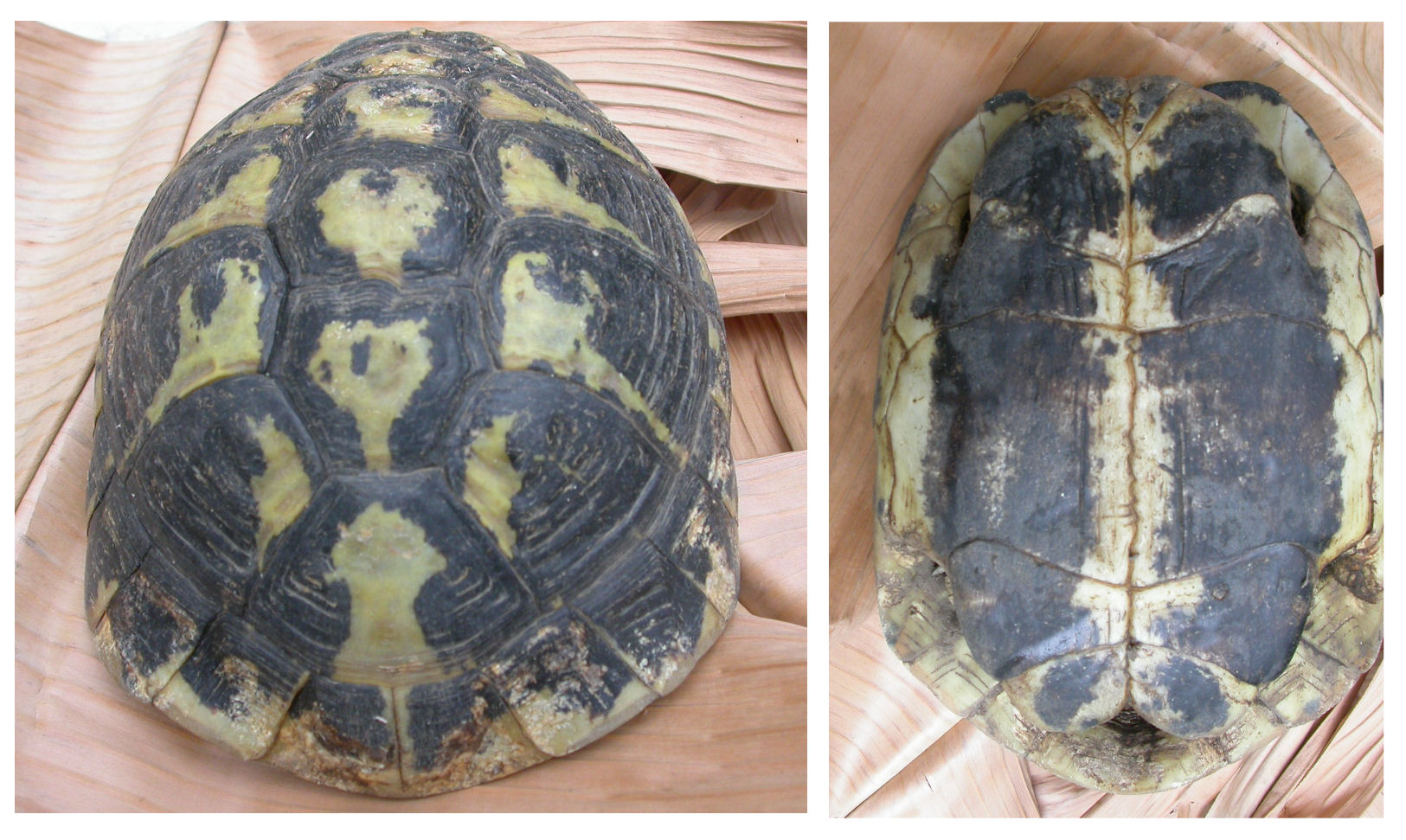
T. h. peloponessica, cuirassa i plastró

En general l'occidental té una mida més petita que l'oriental i més contrast de color, amb uns colors més vius. La mida de les cuirasses dels individus adults varia des d'un mínim de 13 cm en els mascles de la Pulla fins a un màxim de 22 cm en les femelles de Sardenya. La coloració de la base de la cuirassa és d'un groc ataronjat amb difuses taques negres, molt esteses pel plastró. L'occidental té un groc més viu que l'oriental i major contrast entre el groc i el negre. La característica principal són les dues franges negres contínues del plastró, que en general no són contínues a l'oriental. La sutura pectoral (en vermell a la foto) és més petita que la femoral (en blau), al contrari de l'oriental. Altres característiques són la pigmentació groga de les escates sota els ulls, que tendeix a desaparèixer amb l'edat, absent en els individus de T. h. boettgeri i un dibuix característic sota l'escut supracaudal en forma de forat del pany. Aquesta subespècie es troba a França, Itàlia, Catalunya i les Balears. A França, als monts Maures (Provença) i a Còrsega, i a Itàlia a la Toscana, a la Pulla, a Sicília i al nord de Sardenya.

### T. hermanni boettgeri
La mida de l'oriental és superior a la de l'occidental T. h. hermanni; les femelles adultes poden arribar als 25 cm. La coloració de la base varia del groc verdós al groc daurat i és un groc menys viu i menys contrastat que el groc de l'occidental. Les taques negres són menors en nombre i en extensió tant a la cuirassa com al plastró i en alguns individus a penes són visibles. En general les dues franges negres del plastró no són contínues com a l'occidental. La sutura pectoral (en vermell a la foto) és més gran que la femoral (en blau) al contrari que l'occidental. No és estrany trobar individus amb les escates supracaudals unides. No té la pigmentació groga de sota de l'ull característica de l'occidental. Té una distribució molt ampla que va del delta del Po a Itàlia fins a Romania, amb presència al nord-est d'Itàlia, i amb les majors poblacions a Croàcia, Albània, Grècia i Bulgària. També és present amb petites poblacions a Sèrbia, Bòsnia i Hercegovina, Montenegro, Macedònia i Romania.

### Revisió de la classificació
Fins fa pocs anys, les dues espècies reconegudes eren classificades com a:
- Testudo hermanni robertmertensi (Wermuth, 1952)

la forma occidental
- Testudo hermanni hermanni (Gmelin, 1789).

la forma oriental
Per motius de prioritat taxonòmica, actualment reben el nom de:
- Testudo hermanni hermanni (Gmelin, 1789).

la forma occidental
- Testudo hermanni boettgeri (Mojsisovics, 1889)

la forma oriental
Basant-se en recents dades moleculars/morfològiques del gènere Testudo, alguns han proposat canviar de nom l'espècie a Testudo hermanni. Els estudis genètics han demostrat que T. hermanni és genèticament més propera a la tortuga de Horsfield que a Testudo graeca, i que T. graeca és més propera a la tortuga marginada que a T. hermanni, per aquesta raó s'ha proposat Agrionemys hermanni, com a grup compartit amb T. horsfieldii, mentre que l'altre grup el formarien T. graeca, T. marginata i Testudo kleinmanni. Altres suggereixen el gènere Eurotestudo, elevant les subespècies a la categoria d'espècie, denominant-les:
- Eurotestudo hermanni
- Eurotestudo boettgeri

### Diferències respecte aT. graeca

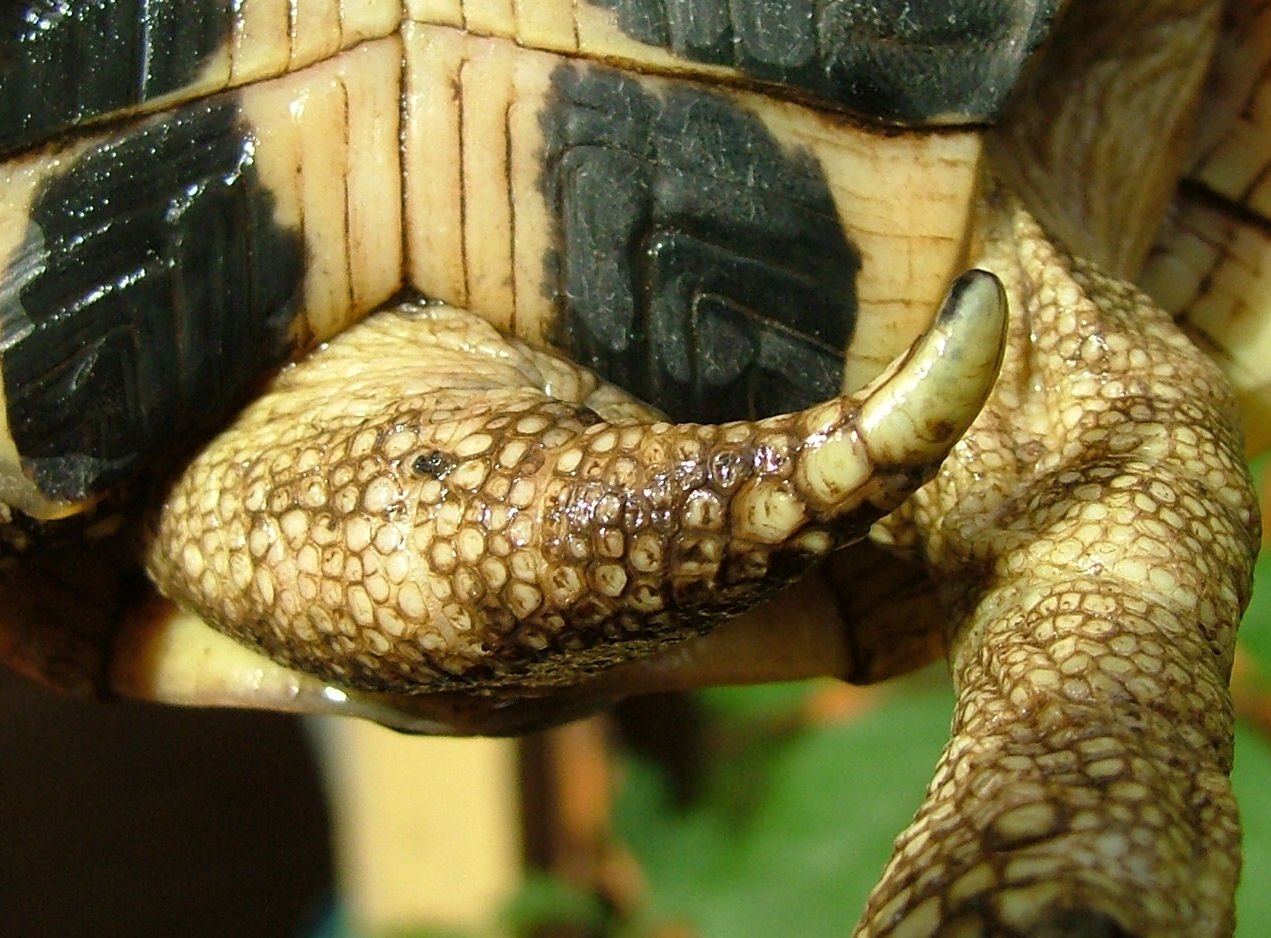
Funda còrnia a l'àpex de la cua d'un jove mascle de T. h. hermanni

Els trets que diferencien T. hermanni de Testudo graeca són principalment la presència d'una funda còrnia a l'àpex de la cua tant dels mascles com de les femelles, absent en T. graeca i l'absència dels tubèrculs cornis als costats de les cuixes, característics de T. graeca, tot i que en rares ocasions poden ser presents en alguns individus de T. hermanni. En general, T. hermanni presenta una divisió en dues parts de la placa supracaudal, però hi ha molts individus sense aquesta partició. Una altra diferència morfològica és que la primera placa vertebral de T. hermanni és més gran que la segona, al contrari de T. graeca, que té la primera placa vertebral més petita que la segona.

## Relacions genètiques dins l'espècie

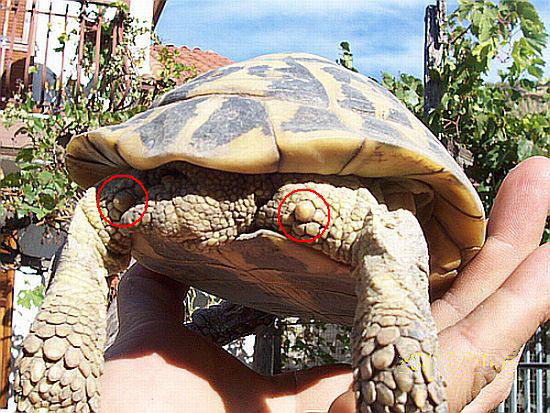
Rar individu de T. h. hermanni amb tubèrculs cornis a les cuixes.

A partir d'estudis de les relacions filogenètiques a l'interior del gènere Testudo, en particular de la seqüència d'ADN mitocondrial, ha quedat clar que les T. hermanni que viuen a Itàlia són genèticament homogènies i descendeixen d'un reduït nombre d'individus que sobrevisqueren a una forta delma de la subespècie, probablement relacionada amb els canvis climàtics de la fi del Plistocè, i probablement es refugiaren a Sicília. Les T. h. hermanni franceses de la Côte Varoise es diferencien de les italianes perquè descendeixen d'individus provinents d'un altre refugi glacial. Els individus presents a Catalunya presenten una marcada semblança amb els individus sicilians. Els últims estudis publicats indiquen que la tortuga de l'Albera té poca varietat genètica, i això vol dir que totes descendeixen d'unes poques tortugues supervivents després d'una forta regressió. El descobriment recent més interessant és que genèticament han trobat dues procedències diferents per les tortugues de Menorca, les del nord de l'illa van ser introduïdes més recentment i com les de Mallorca tenen un origen peninsular, d'alguna població ibèrica extingida actualment, i genèticament estan emparentades amb les tortugues de l'Albera. En canvi les tortugues del sud de Menorca tenen un origen molt més antic, amb origen cors o sard, o emparentades amb aquestes poblacions insulars, però amb trets únics que les diferencien de totes les altres poblacions. Antigament la tortuga mediterrània estava molt més estesa que actualment ja que s'han trobat molts fòssils a França, Catalunya, al País Valencià i a moltes zones d'Europa i de la península ibèrica on actualment està extingida, segurament inicialment la regressió fou per canvis climàtics i després per la destrucció del seu hàbitat per l'home i l'agricultura a partir del Neolític. Dins de l'oriental T. h. boettgeri, s'han distingit diverses línies de descendència, que es poden seguir fins a diferents refugis glacials geogràficament estrets i aïllats situats a Grècia. En aquest refugi, cada població ha desenvolupat diferències més importants a causa de la deriva genètica.

## Fenotips deT. h. hermanni

### Soca itàlica

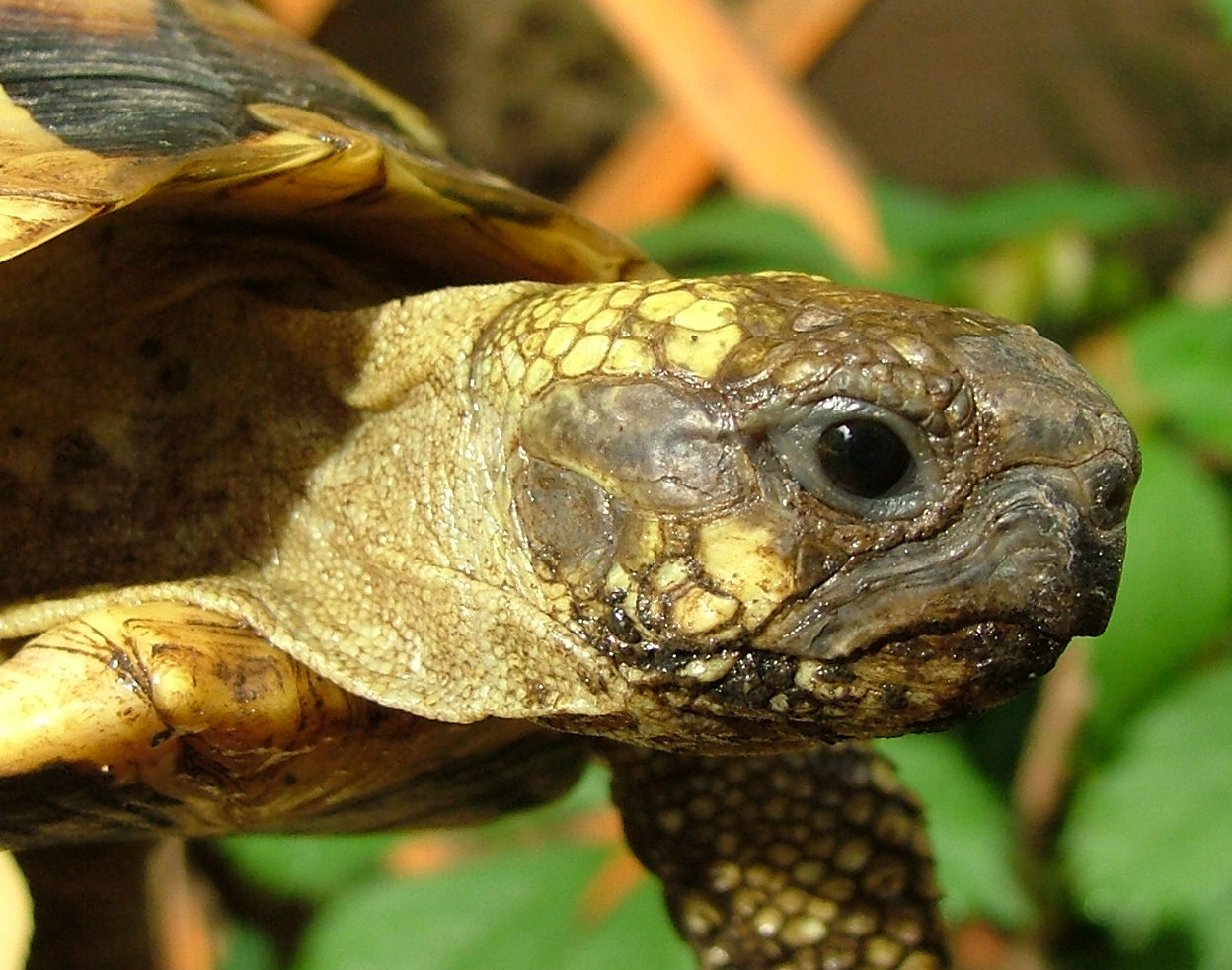
Clatell i galtes groques, típiques de T. h. hermanni

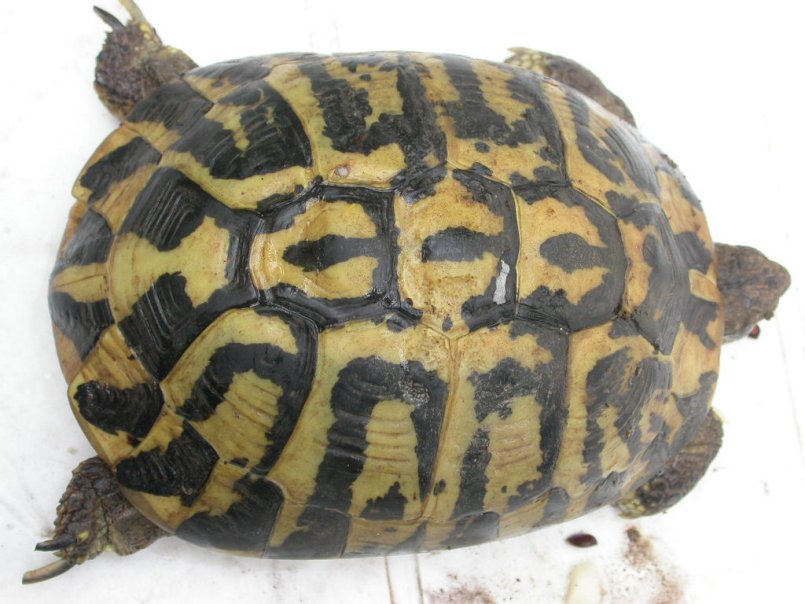
Femella de T. h. hermanni 'Pugliese' de 115 anys

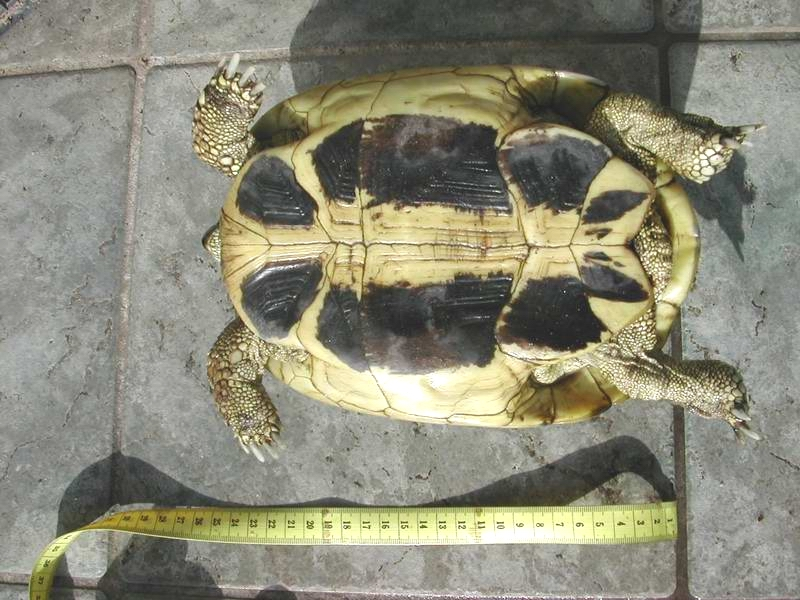
Femella de T. h. hermanni 'Sarda'

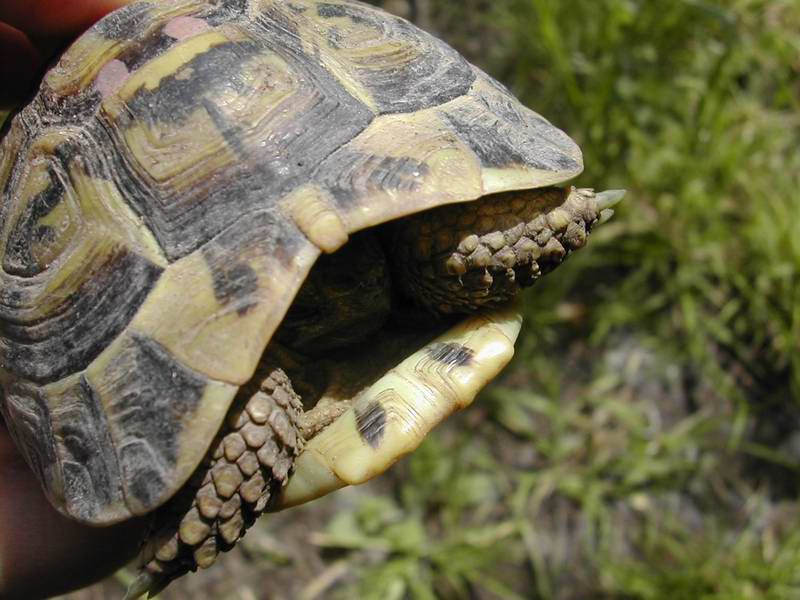
Estries a sota la gola en un examplar de T. h. hermanni 'Sarda'

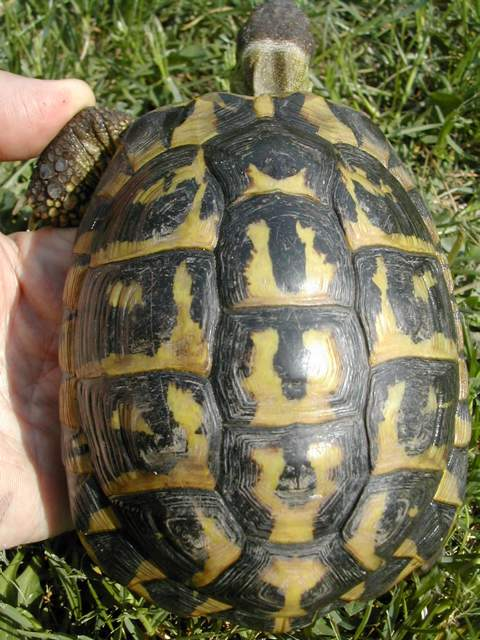
T. h. hermanni 'Varoise'

Itàlia septentrionalDe mida petita amb taques clares a la cuirassa.
Pes d'aproximadament 400 grams, es troba fins a 600 metres sobre el nivell del mar.
Mida màxima: quinze centímetres la femella, tretze el mascle.
ToscanaAmb una típica cuirassa oblonga, de fons groc ataronjat.
La femella pot arribar a pesar un quilogram.
Mida màxima: setze centímetres la femella, catorze el mascle.
PullaColoració de les taques mitjanament fosca i una mida molt petita.
Pes: la femella 750 grams i el mascle 450 g, es troba fins a sis-cents metres sobre el nivell del mar.
Mida màxima: quinze centímetres la femella, tretze el mascle.
SicíliaSemblant a la de Toscana però amb taques més fosques.
La femella pesa entr 700 i 800 grams. El mascle en pesa entre 400 i 500. Es troben fins a 1.500 metres sobre el nivell del mar.
Mida màxima: disset centímetres la femella, quinze el mascle.
Sardenyade mida molt gran i pell fosca, el cap presenta algunes taques grogues. El cap dels mascles té una forma més o menys trapezoïdal. En la majoria d'individus, les escates de la gola tenen un equivalent a l'interior en forma de dues bandes negres. La segona escata vertebral queda sovint convexa vers la part anterior.
La femella pot sobrepassar els dos quilograms de pes.
Mida màxima: vint-i-dos centímetres la femella, divuit el mascle.
CòrsegaCaracterístiques semblants a les de la forma sarda però d'una menor mida.
En alguns casos, les escates de la gola tenen un equivalent a l'interior en forma de banda negra.
Mida màxima: dinou centímetres la femella, setze el mascle.

### Soca francesa

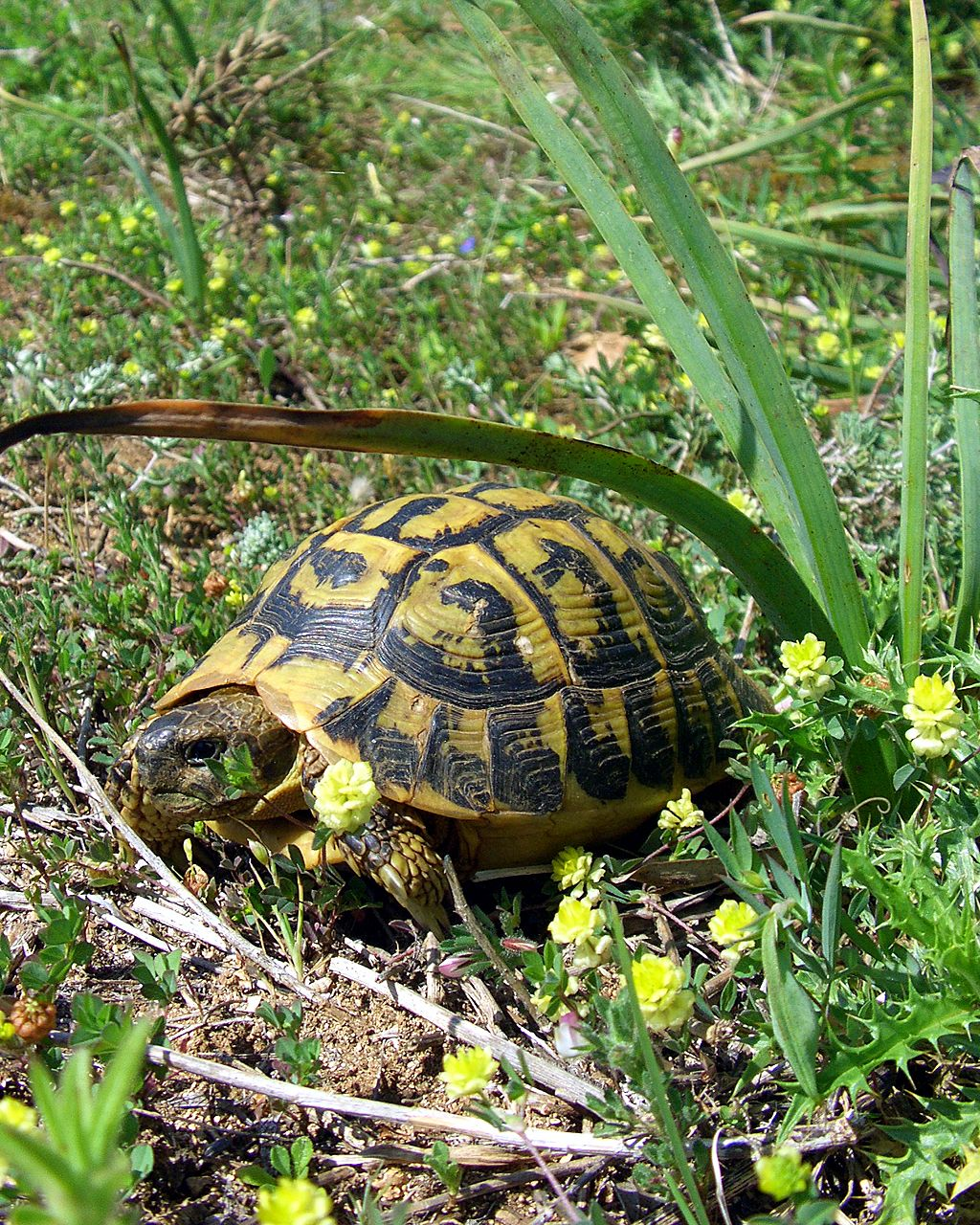
T. h. hermanni 'Majorquina'

Provença, Côte Varoise
La coloració del fons de la cuirassa és groga-daurada amb taques no gaire fosques.
La pell va del groc grisós del coll al gris fosc del cap, amb una taca groga darrera l'ull.
La coloració de les potes és grogosa.
La separació entre la primera i la segona escata vertebral és recta.
Les escates de la gola no tenen equivalent interior.
Mida màxima: vint centímetres la femella, disset el mascle.

### Soca espanyola
La coloració del fons de la cuirassa és d'un groc-daurat molt intens, i la pell és groga.
MallorcaMida màxima: quinze centímetres la femella, tretze el mascle.
MenorcaMida màxima: divuit centímetres la femella, catorze el mascle.
CatalunyaLa coloració de la cuirassa tendeix a esdevenir més fosca amb els anys.
Mida màxima: setze centímetres la femella, catorze el mascle.

## Dimorfisme sexual

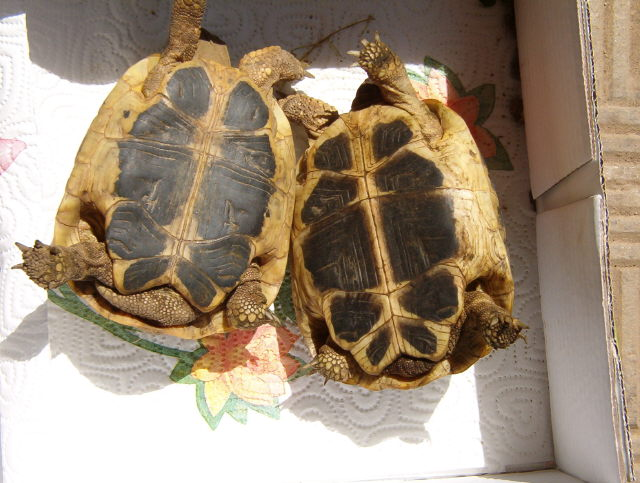
Mascle (esquerra) i femella (dreta)

La diferenciació de mascles i femelles s'efectua per mitjà dels caràcters sexuals secundaris. Els mascles, de mida més petita, tenen una cua llarga, robusta i gruixuda a la base i la funda còrnia està ben desenvolupat. En les femelles, la cua és petita i curta i la funda còrnia és de dimensions reduïdes. La distància de l'obertura de la cloaca a la base de la cua és més gran en els mascles. Els mascles adults presenten una concavitat al plastró per facilitar que la femella munti la seva cuirassa. El plastró de les femelles i dels individus joves i subadults és pla; l'angle que formen les escates anals del plastró és molt més gran en els mascles, però en les femelles, aquestes escates són més altes. L'escata supracaudal del mascle és corbada a la part baixa, mentre que la de les femelles queda alineada amb la cuirassa.

## Sentits

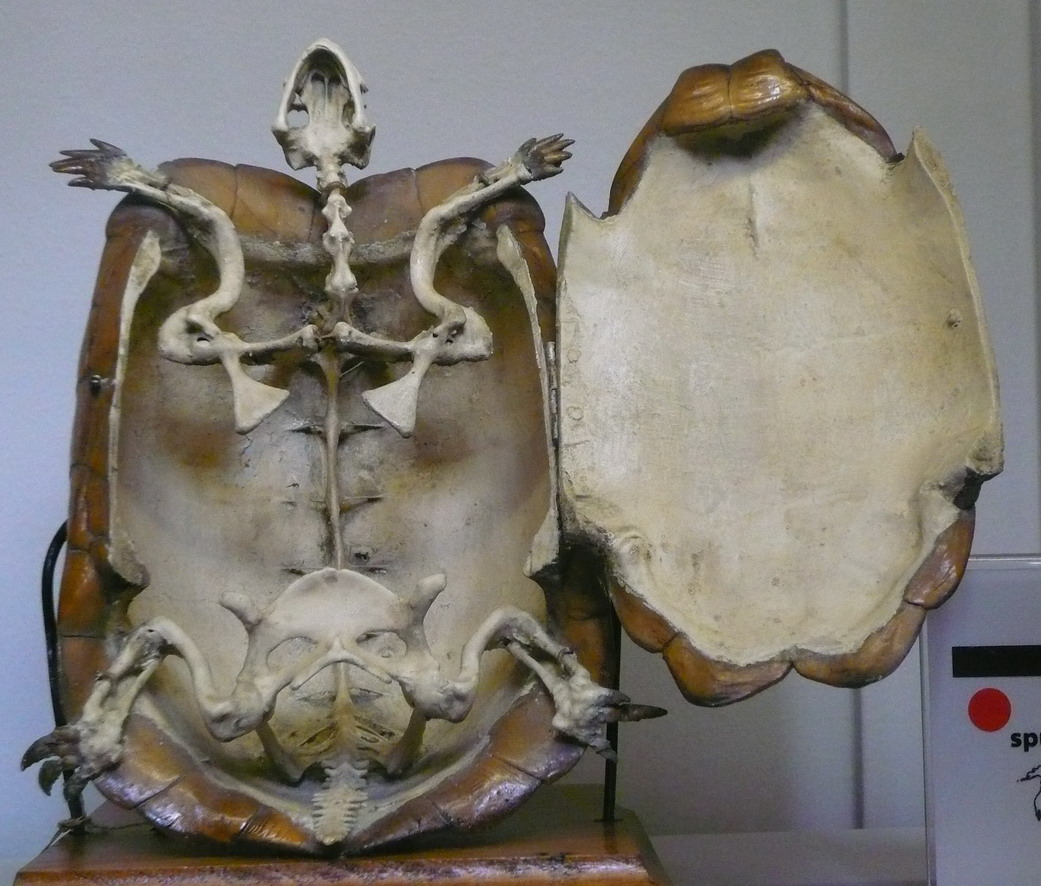
Esquelet

Les tortugues tenen una vista excel·lent: saben distingir formes i colors i fins i tot poden reconèixer persones. Tenen un sentit de l'orientació molt precís; si se les mou uns centenars de metres del territori al qual pertanyen hi tornen en poc temps. Són molt sensibles a les vibracions del terra encara que no tinguin una oïda desenvolupada. En canvi, l'olfacte està ben desenvolupat i té un paper important en la recerca d'aliments i de parelles sexuals.

## Etologia

### Comportament
Les tortugues mediterrànies són animals ectotèrmics que s'estenen al sol durant les primeres hores del dia per escalfar el seu cos i activar-ne les funcions metabòliques. L'exposició a la llum solar els permet absorbir els rajos ultraviolats necessaris per la síntesi de la vitamina D. Un cop arriben a la temperatura corporal necessària per activar els enzims lligats a la digestió, les tortugues es dediquen a cercar aliments. A temperatures atmosfèriques superiors a 27 °C, esdevenen apàtiques i proven de refrescar-se excavant petits forats coberts per vegetació baixa o amagant-se en petites esquerdes. Quan tornen a baixar les temperatures, esdevenen actives de nou.

### Hibernació
A la tardor, amb la baixada de les temperatures, els rèptils deixen d'alimentar-se durant fins a vint dies per poder buidar completament l'intestí de restes de menjar. Es van tornant més apàtics i, al novembre o desembre, segons la latitud, comencen a enterrar-se o refugiar-se en llocs protegits i cauen en un estat d'hibernació. La temperatura ideal per la hibernació és de 5 °C. Temperatures inferiors a 2 °C provoquen danys cerebrals o la mort, mentre que si són superiors a 10 °C porten la tortuga a un estat de subhibernació, perillós ja que l'animal consumeix més ràpidament les reserves de greix que li han de durar tot l'hivern. En estat natural, les tortugues s'enterren a entre deu i vint centímetres de profunditat.
La hibernació és una fase metabòlica vital per aquesta espècie, i l'única cosa que la pot impedir és una malaltia o una altra circumstància debilitant.
De fet, la principal causa de mort en el cas d'individus que han d'hivernar en espais interiors preparats per criadors afeccionats és la temperatura, que és massa alta per permetre la hibernació però massa baixa perquè l'animal es continuï alimentant.
En una situació així, si es vol mantenir l'animal actiu, caldrà col·locar-lo dins un terrari escalfat amb un punt càlid a 28 °C i un punt fresc i ombrejat a 18 °C, amb un substrat d'uns cinc centímetres de profunditat compost d'un 40% de torba oligotròfica, un 40% d'humus (sense fertilitzants ni pesticides) i un 20% de terra de riu. És essencial que hi hagi una làmpada de rajos ultraviolats especial per rèptils, necessària per a la síntesi de vitamina D, essencial per a fixar el calci.
Si, en canvi, es prefereix una hibernació controlada, caldrà posar la tortuga en un contenidor protegit dels rosegadors amb una xarxa metàl·lica, ple del mateix tipus de substrat que es descriu al paràgraf anterior. El contenidor s'haurà de posar en un espai fosc amb temperatures entre 4 i 8 °C i una humiditat ambiental d'aproximadament un 70%. Les tortugues se solen despertar al mes de març, quan les temperatures es tornen més càlides.

### Aparellament

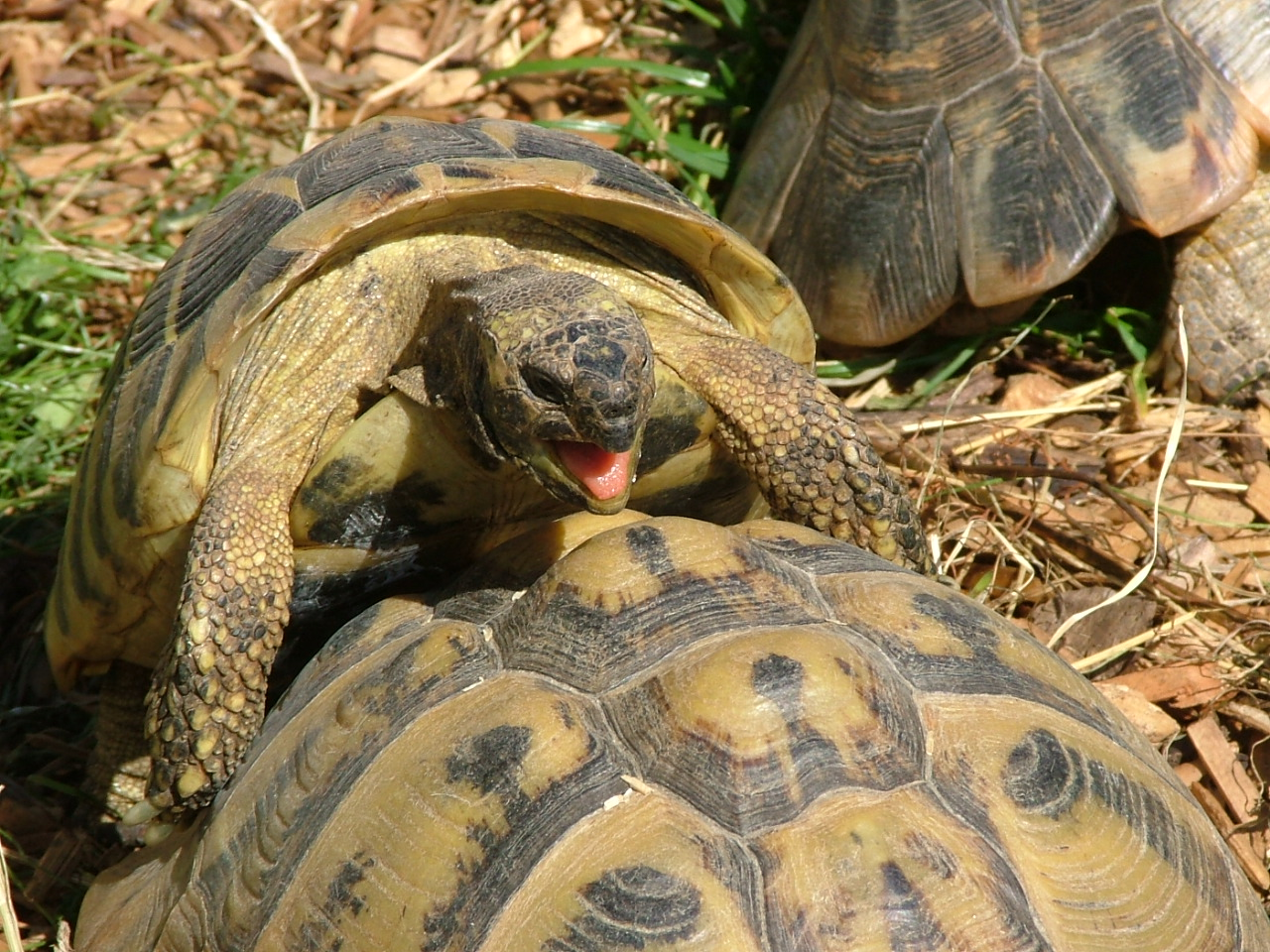
Aparellament

Immediatament després de despertar-se de la hibernació, el mascle comença el festeig amb un ritual que inclou seguir la femella i mossegar-li o colpejar-li la cuirassa. El mascle puja a l'esquena de la femella per copular. El mascle treu el penis, contingut dins la cua gruixuda, i emet l'únic so que fan aquests rèptils, altrament muts. La femella pot arribar a trigar quatre anys per quedar-se fertilitzada, car pot conservar el semen en un òrgan de l'oviducte, a la zona genital.

### Reproducció

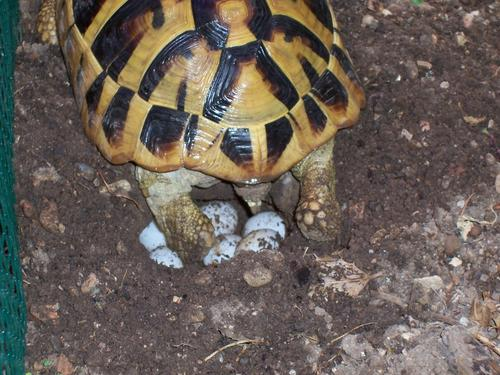
Posta dels ous

Són animals de gran longevitat, i se'n coneixen molts individus centenaris. Arriben a la maduresa sexual quan tenen aproximadament deu anys, els mascles abans que les femelles. Les Testudo són ovípares que ponen els ous en forats excavats al sòl per la femella amb les potes del darrere. Les femelles de T. hermanni ponen ous dues o tres vegades a l'any, entre maig i juny. El nombre d'ous depèn de la mida de l'individu, però són entre tres i vuit per posta.

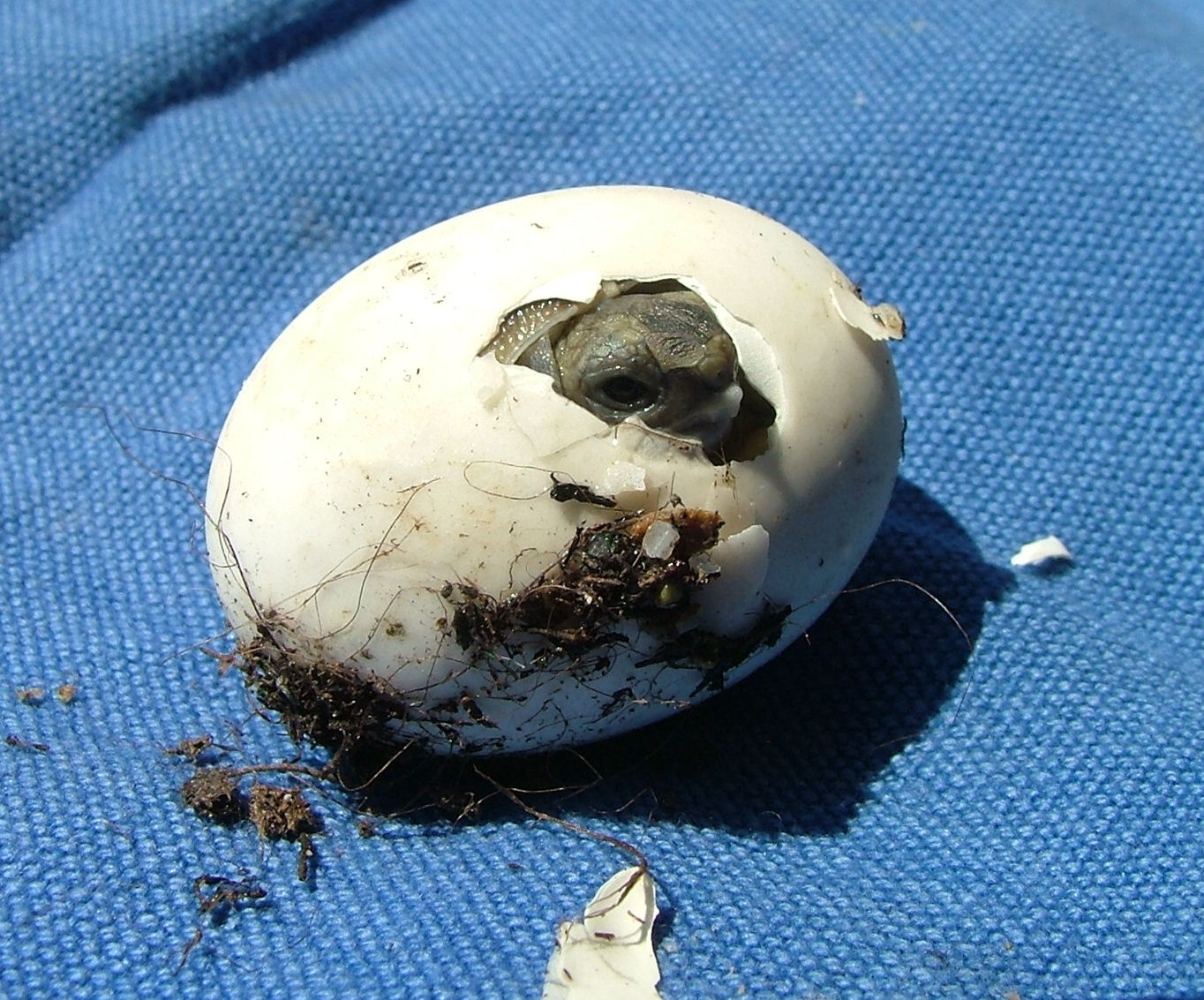
Eclosió de l'ou

El temps d'incubació, d'entre dos i tres mesos, i el gènere dels nounats varien en funció de la temperatura ambiental. Si la temperatura d'incubació és inferior a 31,5 °C, predominaran els mascles, i si la temperatura és superior, hi haurà més femelles. Temperatures inferiors a 26 °C o superiors a 33 °C provoquen malformacions o la mort de l'embrió. Un cop arribat el dia de l'eclosió, sovint precipitada per un dia de pluja, la tortugueta trenca l'ou per mitjà del telolècit, un tubèrcul corni situat entre els narius i el maxil·lar superior que desapareix després d'uns dies. L'eclosió dura quaranta-vuit hores, un període durant el qual el sac vitel·lí és absorbit totalment.

### Alimentació

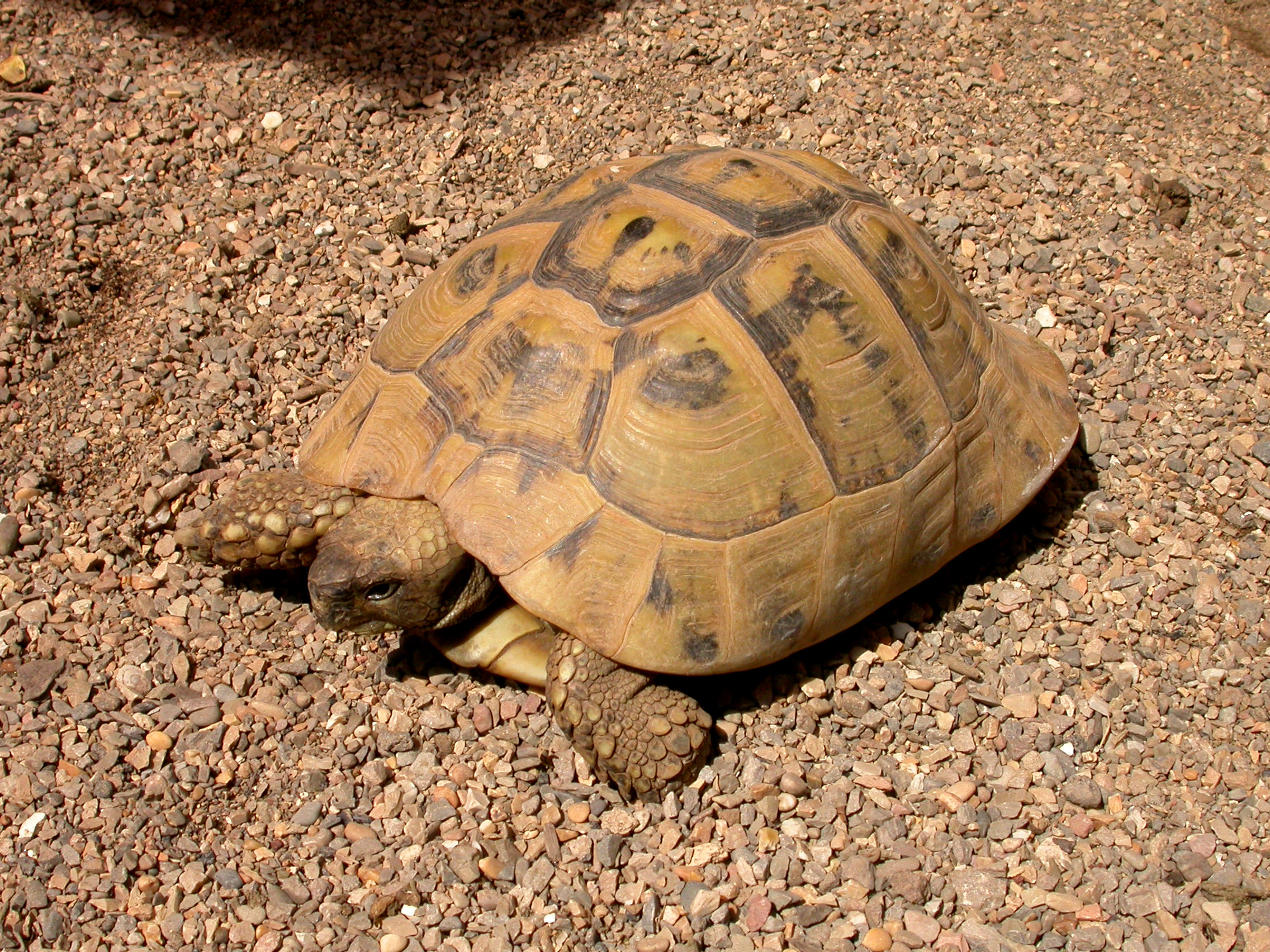
La cuirassa perfecta d'una T. h. boettgeri de Bulgària, amb una coloració molt clara.

Es tracta de rèptils purament herbívors. Els individus salvatges viuen en un hàbitat que es caracteritza per llargs períodes de sequera que els obliga a alimentar-se d'herbes seques. En aquests casos, complementen la seva dieta menjant-se artròpodes o cargols; aquests darrers els mengen pel calci que porta la closca. A vegades també mengen excrements o trossets de carronya. El seu aliment és principalment vegetarià encara que la complementa amb certs invertebrats ocasionalment. Segons estudis de CARAPAX la seva alimentació es basa en més de 60 espècies herbàcies diferents, i es compon d'una alta proporció de fibra i calci i una baixa proporció de proteïna. Tolera malament la fruita, ja que li produeix diarrea i multiplicació de paràsits, i té massa sucre i massa poc calci. Consumeix diverses varietats de cactus i de figues de moro.
 Els individus criats en captivitat són generalment sobrealimentats. No se'ls ha de donar mai carn, llet, formatge, menjar per gossos o gats, ous, pa, cítrics ni kiwis. També els cal beure aigua i han de tenir a prop aigua neta per a poder beure i banyar-se.
La base de la seva alimentació són les plantes silvestres: alfals, cards, dent de lleó, plantatge, trèvol, milfulles, mareselva, romaní, fulles de morera, sàlvia, melissa, xicoira, xicoira amarga i la xicoira vermella són algunes de les verdures aptes per a péixer les tortugues gràcies a la seva riquesa en calci respecte al fòsfor i mercè a les fibres que contenen. Altes dosis de proteïnes o de fòsfor juntament amb una minsa ingestió de calci provoquen deformacions permanents de la cuirassa i danys als òrgans interns.
Un símptoma evident de mala alimentació és una cuirassa amb les escates punxegudes i estriades a les sutures, un fenomen conegut com a piramidalització. En canvi, una cuirassa llisa i de forma ovalada indica una alimentació correcta.

## Hàbitat

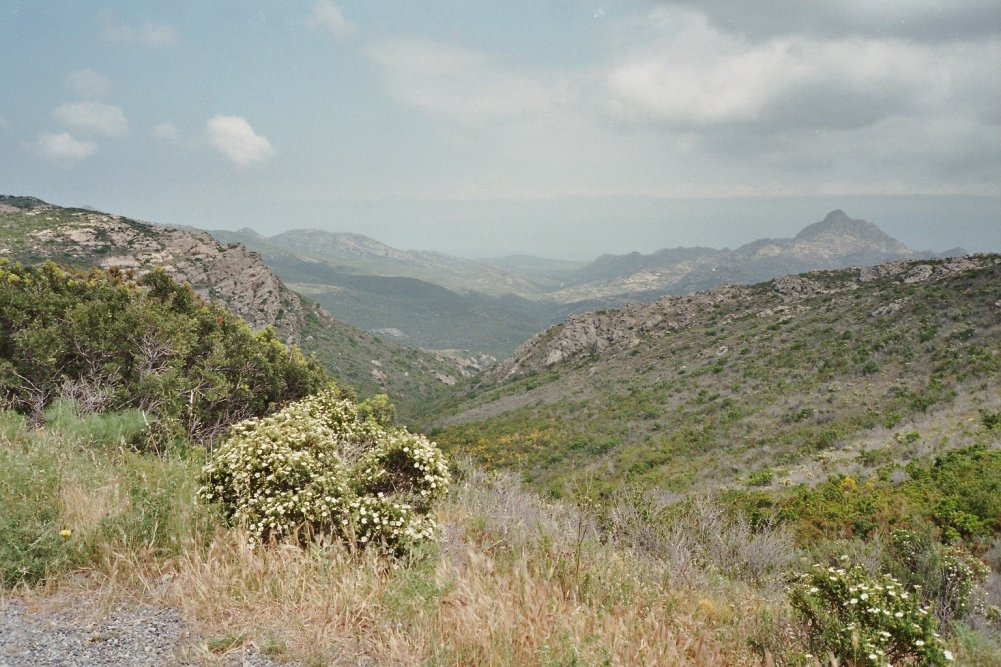
Màquia mediterrània

Els hàbitats de la T. hermanni són típicament mediterranis, situats dins la zona fitoclimàtica del Lauretum i caracteritzats per hiverns suaus amb precipitacions moderades, i estius secs amb temperatures elevades. Aquesta espècie troba refugi i aliment a la vegetació baixa i els matolls de les garrigues, als arbusts de les màquies mediterrànies i al sotabosc de boscos oberts mediterranis com els alzinars, arribant fins a altituds temperades, als 600 metres sobre el nivell del mar, tot i que a Sèrbia arriben fins als 1.200 msnm.

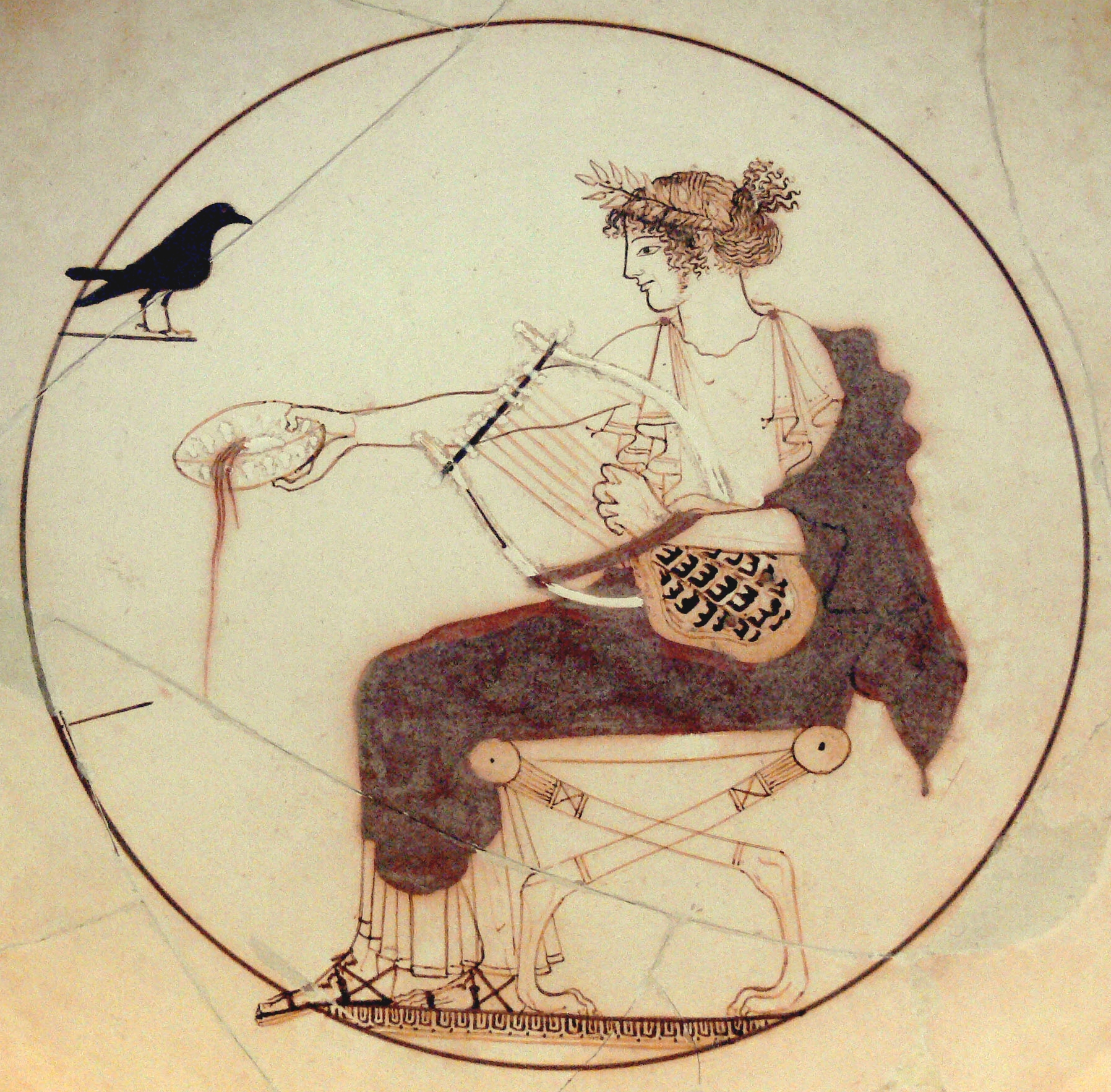
Apol·lo amb Chelys-lyra feta amb la cuirassa d'una T. hermanni. Pintura en ceràmica grega, aprox. 460 aC

La tortuga mediterrània fou probablement introduïda a la península Itàlica pels humans del Neolític, des de l'antiguitat ha estat capturada i criada com a aliment, eina o animal de companyia. De la cuirassa se'n feien objectes variats d'ús comú, preciosos complements d'obres d'ebenisteria o joieria, o caixes de ressonància per usos musicals. La mitologia grega narra que l'inventor de la lira fou Hermes. Un dia, el déu trobà una tortuga dins una cova. La va matar, en va agafar la cuirassa i, posant set cordes de budell d'ovella sobre banyes d'antílop, en feu l'instrument musical. Tot seguit, Hermes la va regalar a Apol·lo, i aquest al seu fill Orfeu. A les sepultures antigues s'han trobat moltes closques o objectes fets de closques; de les variades troballes es teoritza (encara que podrien ser intrusions postdipositàries) que els etruscs posaven tortugues vives dins les tombes. Les troballes de closques a la casa de Juli Polibi a Pompeia confirmen que aquests rèptils eren criats a l'època romana com a animals de companyia. 

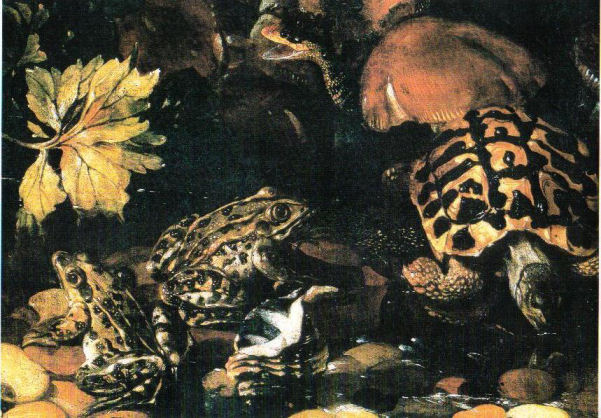
Pintura de Paolo Porpora (Nàpols 1617-Roma 1673), la T. h. hermanni és un tema iconogràfic recorrent en moltes pintures seves

En el passat foren criades per alguns ordes monàstics perquè la seva carn, considerada altament nutritiva pels malalts, era dels pocs tipus de carn el consum de la qual estava permès per l'església catòlica durant el dejuni eclesiàstic. Des dels inicis de l'art, són incomptables les representacions de tortugues, i es pot identificar amb certesa la pertinença d'algunes a l'espècie T. hermanni. En literatura, és recurrent el personatge de la tortuga com símbol de longevitat i de tranquil·litat. La llebre i la tortuga, d'Esop, n'és un exemple famós. En matemàtiques es pot destacar Aquil·les i la tortuga, la segona de les paradoxes formulades per Zenó d'Elea.

## Conservació
Les tortugues mediterrànies corren el risc de desaparèixer en estat salvatge sobretot a causa de factors antropogènics com ara: l'agricultura mecanitzada i l'ús de pesticides, el trànsit, els incendis, la destrucció del medi ambient, la urbanització, la captura il·legal i l'amenaça de nous predadors (sobretot per culpa de la introducció als anys vuitanta de senglars hongaresos, més grans que els autòctons. La captura de tortugues com a aliment per humans sembla inexistent tot i que segons Vetter en algunes regions rurals de Bulgària la tortuga mediterrània encara forma part de la cuina local.
Des de fa alguns anys, la prohibició de capturar-ne individus salvatges ha incitat els afeccionats a dedicar-se a la cria de diverses espècies de Testudo i avui en dia el nombre d'individus en captivitat és molt superior al d'individus salvatges. Tanmateix, en alguns països, els esforços dels criadors són en va a causa d'una legislació que encara no ha canviat per adaptar-se a aquesta nova situació.

## Legislació
L'espècie està inclosa a la Red List d'espècies amenaçades d'extinció, com totes les espècies del gènere Testudo. La tortuga mediterrània està protegida per la Convenció de Berna. També està inclosa al CITES i al Reglament (CE) 1332/2005 de la Comunitat Europea, de manera que en queda absolutament prohibida la captura d'individus salvatges i n'està reglamentada la cria i el comerç d'individus en captivitat.
A Catalunya és totalment il·legal tenir tortugues d'aquesta espècie tret que es vulgui participar en el projecte de cria on, un cop aconseguits els permisos de la Generalitat, es pot reproduir. Les cries seràn donades als responsables de la seva reintroducció al medi. En canvi a la resta d'Espanya es pot mantenir i criar com a mascota com qualsevol altre animal sempre que estiguin ben documentades.